# Église Saint-Victor de Castellane
L'église Saint-Victor est une église située à Castellane, en France.

## Localisation
L'église est située sur la commune de Castellane, dans le département français des Alpes-de-Haute-Provence.

## Historique
L'édifice est classé au titre des monuments historiques en 1944.